# Житен бегач
Житният бегач (Zabrus tenebrioides) е бръмбар, представител на семейство Бегачи. Тялото му е дълго 14 – 16 mm, има смолисто черен гръб и смолисто кафява коремна страна. Среща се широко из цяла България. Възрастното насекомо се появява през юни и в началото на юли. Активно е през нощта. Деня прекарва скрито в земни пукнатини, под буци пръст и др. Ларвите също са активни нощем. През деня се крият в издълбани от тях тунелчета в почвата, дълбоки до 40 cm. Със застудяването на времето се заравят още по-дълбоко и така прекарват зимата. През пролетта отново се активизират. През май какавидират и след около 2 – 3 седмици се появяват възрастните насекоми.
Житният бегач е голям вредител на пшеницата, ечемика, ръжта и по-малко – на царевицата и овеса. Възрастните изгризват зърната в млечна и восъчна зрелост, а ларвите нагризват листата и смучат сок от младите насаждения. При масово появяване могат напълно да унищожат реколтата. Вредители по житните култури са още голям брой насекоми като житната дървеница, житната костенурка, житната пиявица и много други.